# Tarasteix
Tarasteix é uma comuna francesa na região administrativa de Occitânia, no departamento dos Altos Pirenéus. Estende-se por uma área de 9,85 km². Em 2010 a comuna tinha 272 habitantes (densidade: 27,6 hab./km²).